# Mochała
Mochała (niem. Mochalla) – wieś w Polsce położona w województwie śląskim, w powiecie lublinieckim, w gminie Herby.
W latach 1975–1998 miejscowość administracyjnie należała do województwa częstochowskiego. 

## Historia
W XIX wieku w miejscowości znajdowała się fabryka łyżek, założona przez Louisa Epsteina.